# DMZ (小说)
《DMZ》是朴尚渊所著的长篇小说。1997年1月由民音社发行。
该小说参与应征了第20届《今日作家奖》，但因缺乏真实性，经过激烈的竞争后在终审中落选。当时，评委们称赞小说 "想象力生动，文笔有力"，但对事件的可信度表示怀疑，同时又质疑“板門店的警备兵真的能在非軍事區随时会面吗”，该小说最终被排除在获奖名单之外。 但在一年后的1998年，金勋中尉死亡事件发生后，人们再次思考这一事件可能存在的真实性。
2000年，由小说原著改编，朴贊郁导演执导的电影《共同警备区域JSA》上映。本片获得青龍獎最佳影片和最佳导演、大鐘獎最佳影片和最佳男主角（宋康昊）等多项大奖。